# Liste des maires de Graulhet
Cet article dresse une liste par ordre de mandat des maires de Graulhet.

## Liste des maires
| Période                                  | Période          | Identité                     | Étiquette | Qualité                                                                      |
| ---------------------------------------- | ---------------- | ---------------------------- | --------- | ---------------------------------------------------------------------------- |
| Les données manquantes sont à compléter. |                  |                              |           |                                                                              |
| 1790                                     |                  | François-Germain Rossignol   |           |                                                                              |
| 1791                                     |                  | Antoine Sabatier             |           |                                                                              |
| 1793                                     |                  | Louis Bonnet                 |           |                                                                              |
| 1795                                     |                  | Étienne Pemille              |           |                                                                              |
| 1800                                     |                  | Pierre Marie Guillaume Besse |           |                                                                              |
|                                          |                  | Féréol Gaignol               |           |                                                                              |
|                                          |                  | Jean-François Besse          |           |                                                                              |
|                                          |                  | Féréol Gazignol              |           |                                                                              |
|                                          |                  | André Corsin Rossignol       |           |                                                                              |
|                                          |                  | Jean-Pierre Got              |           |                                                                              |
|                                          |                  | André Rossignol              |           |                                                                              |
|                                          |                  | Jean-Marie Vaissière         |           |                                                                              |
|                                          |                  | Hippolyte Pinel              |           |                                                                              |
|                                          |                  | Théodore Rossignol           |           |                                                                              |
|                                          |                  | Jean Gabriel Burguière       |           |                                                                              |
|                                          |                  | Hippolyte Pinel              |           |                                                                              |
|                                          |                  | Jean-Marie Vaissière         |           |                                                                              |
|                                          |                  | Hippolyte Pinel              |           |                                                                              |
|                                          |                  | Jean-Marie Vaissière         |           |                                                                              |
|                                          |                  | Jean-Pierre Abrial           |           |                                                                              |
|                                          |                  | Émile Roques                 |           |                                                                              |
|                                          |                  | Benjamin Cassan              |           |                                                                              |
|                                          |                  | Émile Roques                 |           |                                                                              |
|                                          |                  | Philippe Daurade             |           |                                                                              |
|                                          |                  | Achille Valat                |           |                                                                              |
|                                          |                  | Félix Bosc                   |           |                                                                              |
|                                          |                  | Charles Serres               |           |                                                                              |
|                                          |                  | Philippe Daurade             |           |                                                                              |
|                                          |                  | Charles Serres               |           |                                                                              |
|                                          |                  | Félix Julien                 |           |                                                                              |
|                                          |                  | Joseph Tignol                |           |                                                                              |
| 1925                                     | 1929 (démission) | Henri Mérou                  | SFIO      | Ouvrier mégissier, syndicaliste CGT                                          |
|                                          |                  | Élie Théophile               |           |                                                                              |
| 1938                                     | 1941             | Noël Pélissou                | SFIO      |                                                                              |
| 1941                                     | 1944             | Jean Imart                   |           |                                                                              |
| 1944                                     | 1965             | Noël Pélissou                | SFIO      |                                                                              |
| 1965                                     | 1971             | Bernard Dumontier            | SFIO      |                                                                              |
| 1971                                     | 1977             | André Pontier                | PS        | Conseiller général de Graulhet                                               |
| 1977                                     | 1989             | Henri Argelès (1914-2007)    | PS        | Principal de collège Conseiller général de Graulhet                          |
| 1989                                     | 1995             | Claude Bousquet              | PS        | Conseiller général de Graulhet                                               |
| 1995                                     | 2002             | Jean Picarel                 | DVD       | Candidat aux élections cantonales de 1998 Suppléant de Philippe Bonnecarrère |
| 2002                                     | 13 février 2005  | Françoise Rodet              | UDF       | Candidate aux élections législatives de 2012,                                |
| 13 février 2005                          | 14 mars 2008,    | Jean Picarel                 | DVD       | Candidat aux élections cantonales de 2004                                    |
| 14 mars 2008                             | juillet 2020     | Claude Fita,                 | PS        | 4e vice-président de Gaillac Graulhet Agglo                                  |
| juillet 2020                             | En cours         | Blaise Aznar                 | DVG       |                                                                              |